# 黒神町
黒神町（くろかみちょう）は、鹿児島県鹿児島市の町。旧大隅国大隅郡桜島郷黒神村、鹿児島郡東桜島村大字黒神。郵便番号は枦ノ木ケ谷は891-1501、その他は891-1401。人口は118人、世帯数は86世帯（2020年4月1日現在）。面積は16.5平方キロメートル。
鹿児島市の最東端、活火山である桜島の東部に位置しており、桜島の噴火による溶岩の流出や火山灰の降灰による埋没を数度経験している。大正大噴火の際には溶岩の流出によって瀬戸海峡が埋没したことにより島であった桜島は対岸の大隅半島と接続し陸続きとなった。また、黒神集落には軽石や火山灰が約1.8メートルから2.2メートル程度降り積もった。
黒神集落にある腹五社神社の鳥居は「黒神埋没鳥居」として知られ、火山灰と軽石によって上部を残して埋没しており「噴火により埋没した鳥居, 門柱」として埋没した民家の門柱とともに鹿児島県の天然記念物に指定され、火山噴火の威力を後世に伝える史跡として現地保存されている。
黒神町は1950年（昭和25年）10月1日に東桜島村が鹿児島市に編入された際、それまでの大字黒神及び大字瀬戸の全域を以て新たに鹿児島市の町として設置された。本項では黒神町の一部となっている大字「瀬戸」（せと）についても述べる。

## 地理

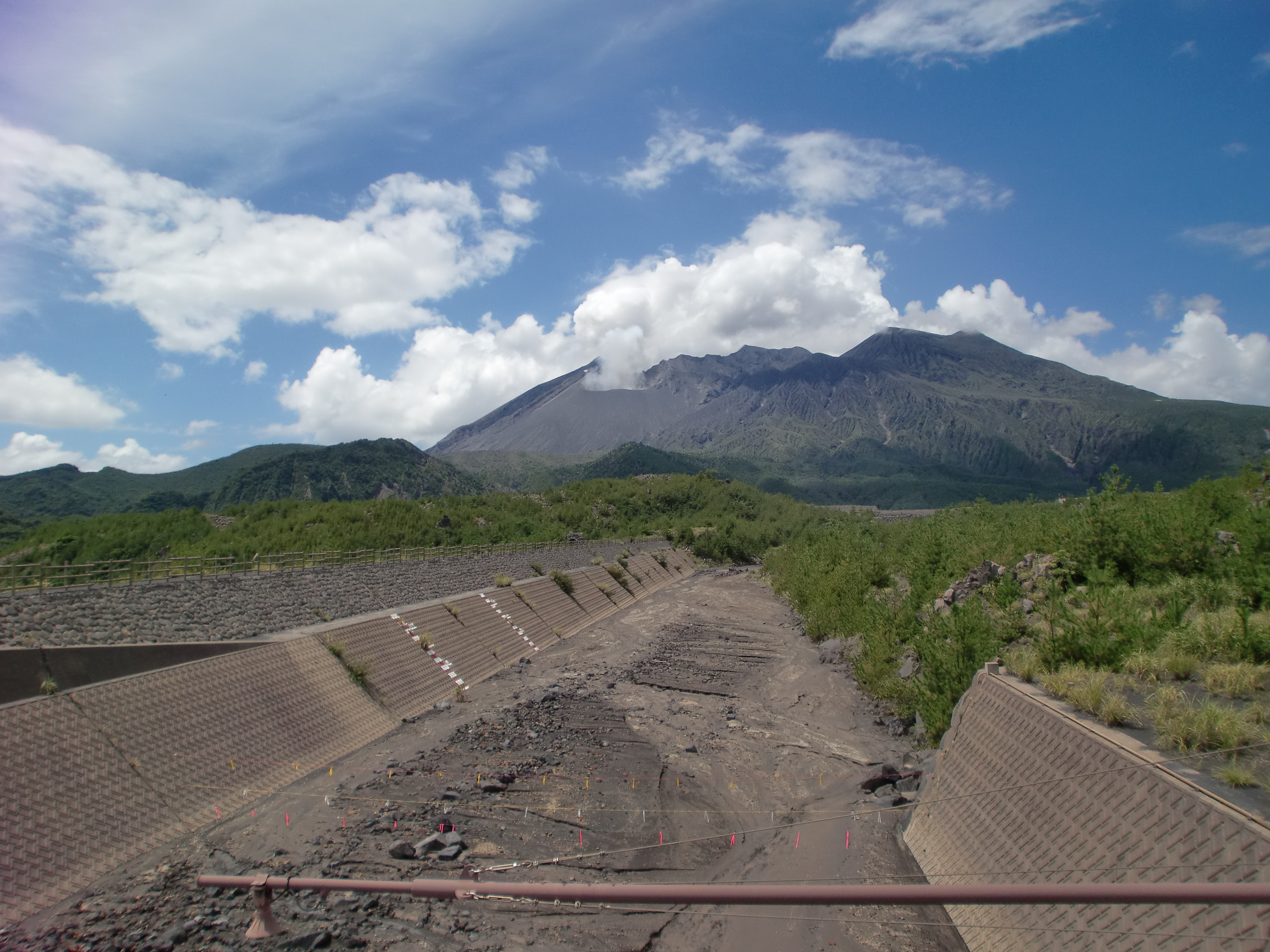
黒神川から望む昭和火口

黒神町の大半は大正溶岩及び昭和溶岩に覆われている

鹿児島市の最東端、桜島の東部に位置する。南は垂水市海潟・垂水市牛根麓・鹿児島市有村町、北は高免町、東は鹿児島湾に面する。かつては桜島は島であったが桜島の大正大噴火によって、黒神東部の瀬戸が溶岩によって埋没し、桜島の対岸の大隅半島と接続した。桜島と大隅半島の接続部である桜島口には「黒神風穴」と呼ばれる風穴の存在が確認されており、安山岩・玄武岩、風穴の上部は大正大噴火による溶岩によって構成されている。
桜島の南岳の北東麓に位置しており、黒神町の南西部を含む南岳火口及び昭和火口から半径2キロメートルの区域は2020年現在、災害対策基本法の規定に基づき鹿児島市長によって警戒区域に設定されており、災害応急対策に従事する者以外の立ち入りが禁じられている。また、京都大学防災研究所附属火山活動研究センター桜島火山観測所黒神観測室が設置されており、噴火現象の観測が行われているほか、爆破観測や音波アレイ観測、地磁気地電流法（MT法）による観測などの実験も行われている。また、黒神町の全域が活動火山対策特別措置法の規定による避難施設緊急整備地域に指定されている。
町域の中部に鹿児島市立黒神小学校及び鹿児島市立黒神中学校があり、黒神中学校に隣接して腹五社神社が所在している。腹五社神社の社叢にはシイ林の自然林であるミミズバイ―スダジイ群衆が確認されている。また、塩屋ヶ元一帯はクズに覆われており、所々にタブノキやアラカシ、ヤブニッケイの植生がある。
北部には避難港に指定されている宇土港、南部には塩屋ヶ元港があり、町域の東部を鹿児島県道26号桜島港黒神線が通り、町域の南端部を通る国道220号に接続している。
また、辺地に係る公共的施設の総合整備のための財政上の特別措置等に関する法律に基づき黒神町の全域が「黒神辺地」に指定されている。

### 自然公園・自然保護地区
黒神町の全域が国立公園である霧島錦江湾国立公園の区域に指定されており、特別区域特別保護地区（桜島山頂、桜島東溶岩原）・第1種特別地域（桜島北斜面、桜島港黒神線道路沿線、瀬戸崎）・第2種特別地域（桜島北及び東斜面、黒神）・第3種特別地域（桜島北及び東麓、燃埼、黒神、瀬戸）・普通地域から構成される。

### 山岳
- 南岳
- 権現山（標高：350メートル）
- 鍋山（標高：359メートル）

### 河川
- 黒神川（水無川）
1999年（平成11年）度より黒神川の砂防工事が直轄事業となり、2007年（平成19年）度に整備が完了した[26]。

## 歴史

### 中世の黒神と噴火
黒神という地名は室町時代より見え、大隅国大隅郡向島のうちであった。文明3年（1471年）9月12日に向島（桜島）黒神村において大噴火が発生した。薩藩旧記雑録に掲載されている「池田氏年代記」には「文明三年九月一二日、向島黒神村燃出ル、人民多死」と記録されている。

### 近代の黒神と瀬戸

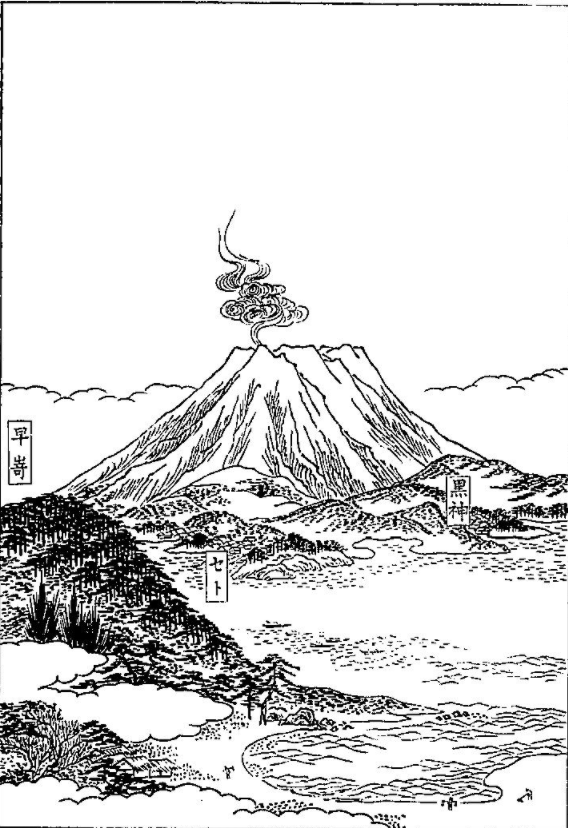
桜島と瀬戸・黒神を描いた絵図（三国名勝図会）

江戸時代になり黒神は大隅国大隅郡桜島郷（外城）のうちとなった。黒神は「黒上」とも書かれていた。村高は「天保郷帳」では48石余、「三州御治世要覧」では138石余、「旧高旧領取調帳」では108石余であった。
瀬戸村も江戸時代より見えるが、薩摩藩の地誌である「三国名勝図会」には脇村（現在の有村町の一部）のうちであったとされ、脇村から分村し「瀬戸村」として成立したとされる。延享年間の「三州御治世要覧」に見えるのが初見であり村高は105石余であった。また、「旧高旧領取調帳」では80石余であった。
安永8年（1779年）に発生した安永大噴火では甚大な被害を呈し、瀬戸では火山弾が飛来し家が炎上したとされ、降灰は約4メートルにも達した。旧南林寺（現在の鹿児島市南林寺町）境内の「桜島燃亡霊碑」には瀬戸村の死者は46名、黒神村の死者は5名であると記録されている。黒神村や脇村、有村、古里村の住民は瀬戸海峡を渡船して近隣の垂水や敷根、福山などに避難した。寛政12年（1800年）には赤水村と黒神村から25名が新島に移住した。
黒神には宝暦年間に温泉場が開設され、塩湯と鉄湯があった。「三国名勝図会」には黒神村（黒上村とも）に存在していた温泉について以下のように述べている。

黒上温泉 黒上村にあり、涌出の年月詳ならず、是亦潮湯にして、能諸病を治す、是温泉の所在は、人家より頗る近し、故に浴者の爲に便利なり、是を以て近来浴場に往く者、古里より甚た多しとかや、
—三国名勝図会巻之四十三
文久3年（1863年）に鹿児島湾で勃発した薩英戦争では大隅半島との海峡に位置する瀬戸は軍事要地とされ、砲台は設置されなかったものの警備の武士が配備された。また、江戸時代後期には瀬戸に造船所が設置され、薩摩藩によって洋式軍艦である昇平丸などが造船された。
1887年（明治20年）4月2日には「 鹿兒島縣下分郡ノ件」（明治20年勅令第7号）により大隅郡が南北に分割され、黒神村及び瀬戸村は北大隅郡の所属となった。

### 町村制施行と明治時代

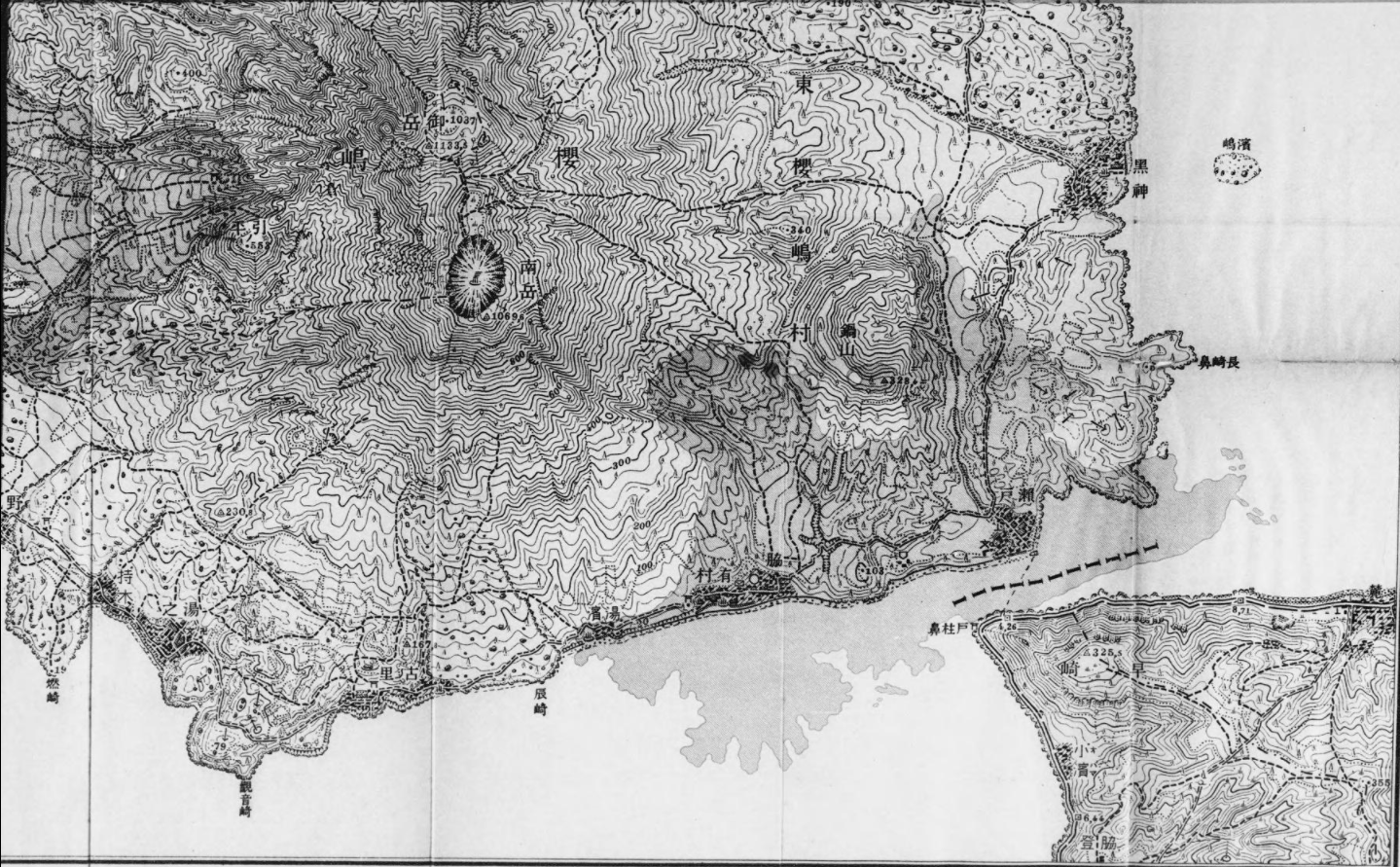
大正大噴火以前の測量地図。桜島と大隅半島の間に瀬戸海峡があり、瀬戸の集落が書かれている。薄い灰色で描かれている影が大正大噴火後の地形である

1889年（明治22年）4月1日に町村制が施行されたのに伴い桜島の東半分にあたる湯之村、野尻村、古里村、有村、黒神村、高免村、瀬戸村、脇村の区域より北大隅郡東桜島村が成立した。それまでの黒神村は東桜島村の大字「黒神」となり、それまでの瀬戸村は東桜島村の大字「瀬戸」となった。
1897年（明治30年）4月1日には「 鹿兒島縣下國界竝郡界變更及郡廢置法律」（明治29年法律第55号）によって北大隅郡が鹿児島郡に統合され、東桜島村は鹿児島郡のうちとなった。

### 大正大噴火による埋没・積灰

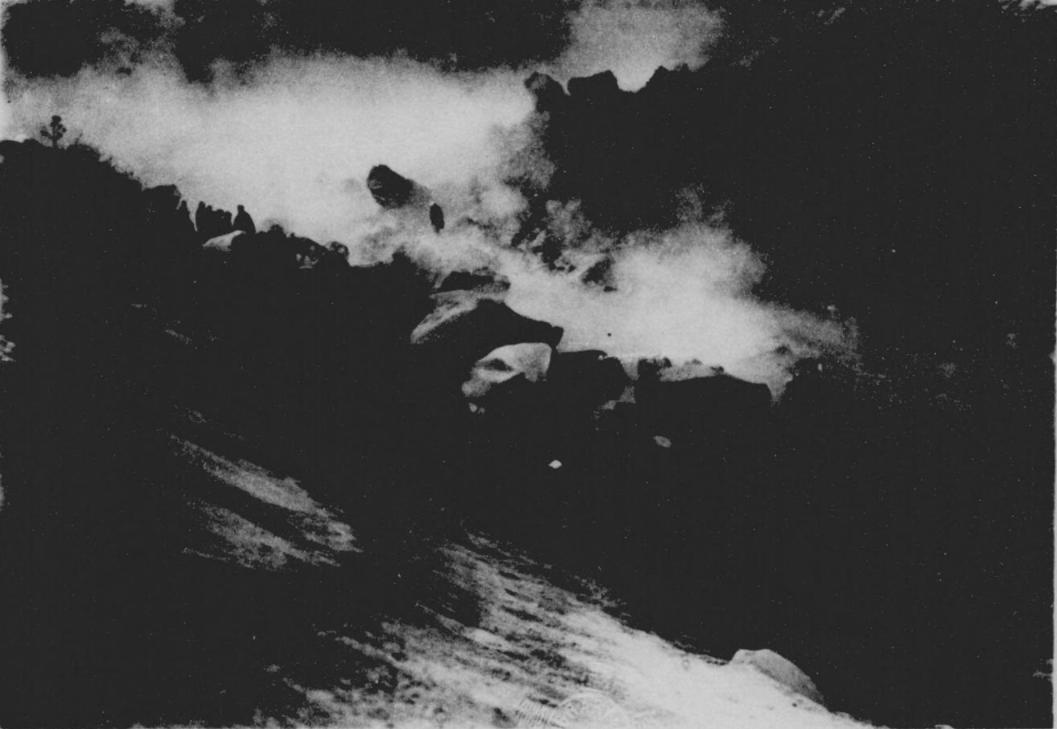
大正大噴火によって溶岩が流出し埋没した瀬戸海峡（桜島大正噴火誌）

1914年（大正3年）1月12日に桜島が爆発し、噴煙は高さ約1万メートルに及んだ（大正大噴火）。爆発時点で黒神の住民は1,855名、瀬戸の住民は1,722名であった。
噴火の予兆として黒神では1月3日に井戸水が増加し9日には水が溢れ出ていることが確認されており、爆発の3日前となる同月9日ごろから地震が発生するなど予兆があったことから前日の11日までに800人が桜島から離れていた。爆発当日の早朝には1,500名程が避難準備を済ませて海岸から対岸の大隅半島にある牛根村（現在の垂水市）への避難を開始していた。また、瀬戸は11日までに老人や女性・子供は全員避難が完了し、爆発時点では全員が避難を完了していた。
12日午前8時から午前9時の間に爆発が発生した。黒神では避難のため船へ乗船中であったが、動転した船の船頭は30人ほどを積み残し沖へ出港した。これにより溺死した者2名、残留不明者4名の犠牲があった。また、避難先の牛根村では4名が行き倒れとなった。黒神に駐在していた巡査である前田は「九時ごろからして、南の御岳から三ヶ所、又黒神からは、自分の正面に当るところに、元の噴火口から白煙が少しずつ見えた。それと同時に南の御岳の砂石が崩壊したのが見えた。」と語っている。爆発後の午後11時には黒神方面の家屋が焼失したとされ、正午には瀬戸も焼滅した。
翌日の1月13日には、桜島から瀬戸海峡を泳いで対岸の大隅半島へ避難しようとした東桜島村の助役が溺死した。また、黒神集落には駐在していた巡査と小学校長など20名程が取り残されており、黒神の南東に位置する垂水村大字海潟（現在の垂水市海潟）の中俣から駆け付けた船によって救助された。同日には火砕流が桜島東側に流出したことによって、幅360メートル水深75メートルであった瀬戸海峡が埋められ、1月30日にはそれまでの瀬戸海峡は地峡となり大隅半島と陸続きになった。これによって瀬戸集落は完全に埋没し、全滅した。黒神集落においても246戸のうち197戸が消失し、軽石や火山灰によって埋没するなど甚大な被害を受けた。

### 大正大噴火後の復旧と移住

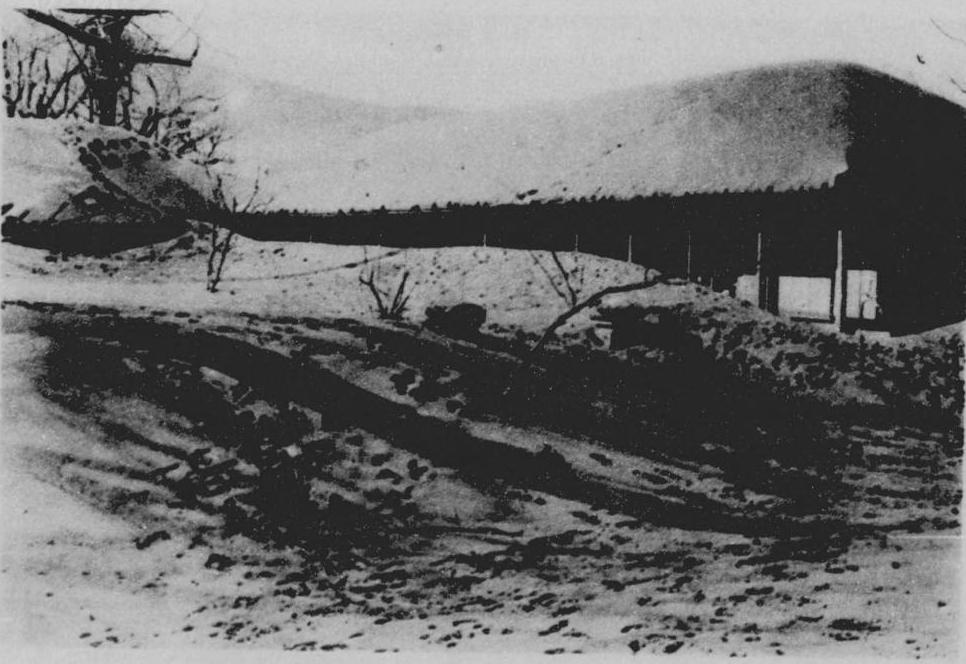
降灰で埋没した黒神の宮原小学校（現在の黒神小学校の前身）

大隅半島へ避難した黒神・瀬戸地区の住民のうち移住希望者は、国有地の無償譲与が行われた種子島、肝属郡佐多村（現在の南大隅町）の大中尾、同郡田代村（現在の錦江町）の内之牧・中尾・久木野、花岡村（現在の鹿屋市）の花里などにそれぞれ移住し、東桜島村の資料によれば上記の国有地（官有指定地）への移住者とその他の移住地（任意移住地）への移住者とを併せて最終的には583戸（瀬戸集落：307戸、黒神集落：276戸）が他の地域へ移住した。移住先のうち官有指定地への移住戸数の一覧は以下のとおりである。
| 移住先         | 黒神集落 | 瀬戸集落 |
| -------------- | -------- | -------- |
| 熊毛郡北種子村 | 18       | 26       |
| 肝属郡田代村   | 0        | 22       |
| 肝属郡新城村   | 3        | 6        |
| 肝属郡佐多村   | 52       | 170      |
| 肝属郡大根占村 | 71       | 0        |

同年2月14日には帰還通達が出され、徐々に帰還が始まった。5月1日には90センチメートルもの降灰が降り積もり休止していた小学校が再開した。
第二次世界大戦後になり、大正大噴火で埋没した黒神集落にある腹五社神社の鳥居を住民が掘り起こそうとしたが、東桜島村長が「災害の記憶として後世に残すべきである」としたことにより、集落の民家にあった門柱と共にそのままの状態で保存されており、これらは「噴火により埋没した鳥居,門柱」として1958年（昭和33年）4月28日に鹿児島県の天然記念物に指定された。

### 昭和噴火による埋没
1935年（昭和10年）9月より小噴火を繰り返しており、1939年（昭和14年）には黒神に新しい火口ができるなど活発な動きを見せていた桜島であったが、1946年（昭和21年）1月頃より噴煙活動を開始し、3月10日に南岳の東側山腹で噴火が発生した。溶岩流は鍋山と権現山の間を抜け黒神河原に溶岩原を形成し、黒神の集落を埋め尽くして4月5日には海岸まで溶岩が到達し、海中に約2000メートル、最大幅2,000メートルにわたって溶岩が突入した。この溶岩の流出は5月25日まで続いた。
黒神の住民は40世帯ほどが鹿児島市内へ避難し、30世帯・128名が牛根村の松ヶ崎へ避難した。噴火の終息後には塩屋ケ元に48戸、宇土に62戸が黒神開拓団として入植し、畑作などを行った。しかし生活再建への道のりは遠く人手不足や降灰、二酸化硫黄の発生などにより噴火前の耕地の6分の1しか耕作されなかった。

### 鹿児島市への編入以降

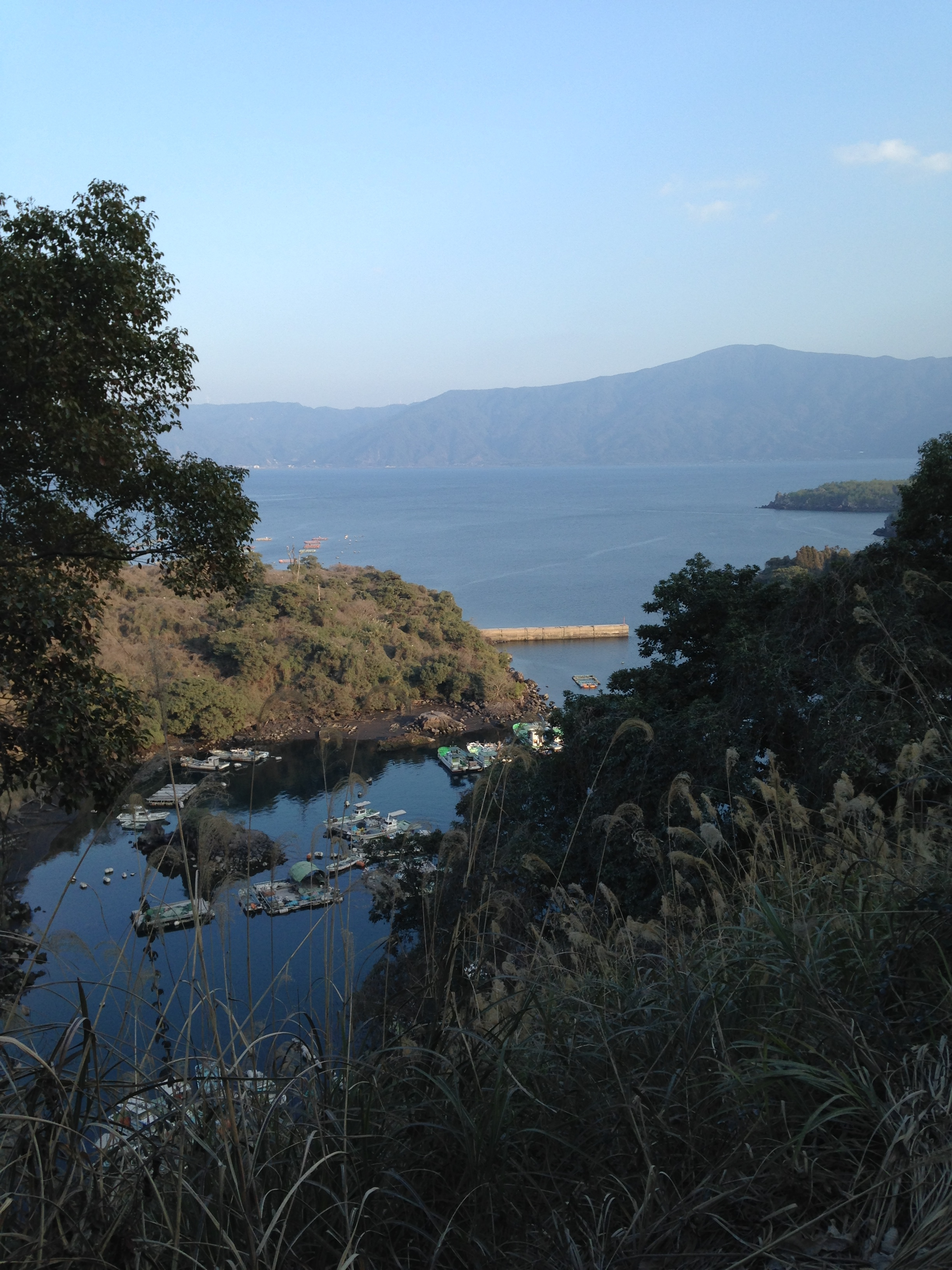
かつては定期航路が寄港していた塩屋ケ元港。現在は漁港及び避難港として整備されている。

1950年（昭和25年）10月1日には東桜島村が鹿児島郡伊敷村とともに鹿児島市に編入された。同年10月18日に鹿児島県公報に掲載された鹿児島県の告示である「 鹿兒島市の一部大字の變更」により、東桜島村が鹿児島市に編入された10月1日に大字黒神及び大字瀬戸の区域を以て新たに鹿児島市の町「黒神町」が設置された。
この頃の黒神と他の集落とを結ぶ交通手段として仕立船と呼ばれる不定期航路があった。市町村合併までは東桜島村、市町村合併後は鹿児島市が運営を行っており、貨客の輸送を行っていた。1957年（昭和32年）に自衛隊によって桜島一周道路が建設されると、1962年（昭和37年）には西桜島村営バスが黒神まで運行されるようになった。1963年（昭和38年）には鹿児島市交通局が運営する鹿児島港・黒神間の黒神航路に新造船「ひまわり」が就航し、1時間20分で結んだ。しかし、道路の開通によるバスや自家用車の利用が進んだことにより鹿児島市は黒神航路の廃止を検討した。「ひまわり」の航路権が鹿児島県内において交通事業を行っている岩崎産業の手に渡るのを憂れた西桜島村（のちの桜島町、現・鹿児島市）は、1968年（昭和43年）に旅客定期航路事業として黒神航路を鹿児島市から移管した。移管後は桜島町によって運航されていた黒神航路であったが、移管から8年後となる1976年（昭和51年）3月26日をもって黒神航路のうち浦之前・新島間（現在の行政連絡船「しんじま丸」の区間）を除いて全区間の運航が終了した。これによって黒神町の港から定期航路が無くなり、塩屋ケ元港など航路の寄港地は寂れた。
黒神町には桜島の噴火による被害対策として1976年（昭和51年）までに退避舎2か所、退避壕2か所、避難道路1箇所が整備された。

### 町域の変遷
| 変更後         | 変更年             | 変更前           |
| -------------- | ------------------ | ---------------- |
| 黒神町（新設） | 1950年（昭和25年） | 大字黒神（全域） |
| 黒神町（新設） | 1950年（昭和25年） | 大字瀬戸（全域） |

## 人口
以下の表は国勢調査による小地域集計が開始された1995年以降の人口の推移である。
| 年                 | 人口 |
| ------------------ | ---- |
| 1995年（平成7年）  | 245  |
| 2000年（平成12年） | 195  |
| 2005年（平成17年） | 175  |
| 2010年（平成22年） | 149  |
| 2015年（平成27年） | 123  |

## 文化財

### 県指定
- 噴火により埋没した鳥居（天然記念物（地質鉱物））[86]
- 噴火により埋没した門柱（天然記念物（地質鉱物））[86]

## 施設

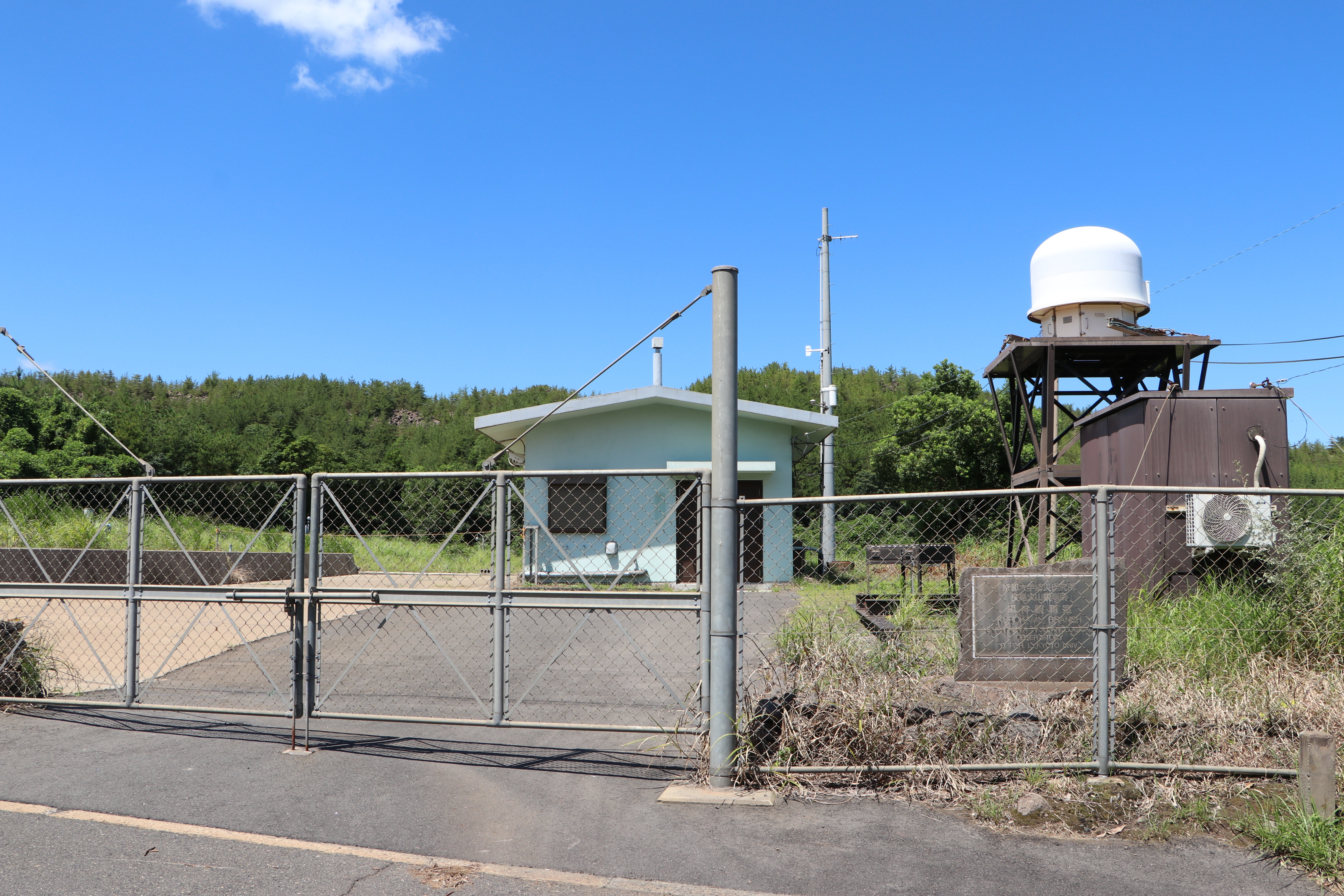
京都大学防災研究所附属火山活動研究センター桜島火山観測所黒神観測室

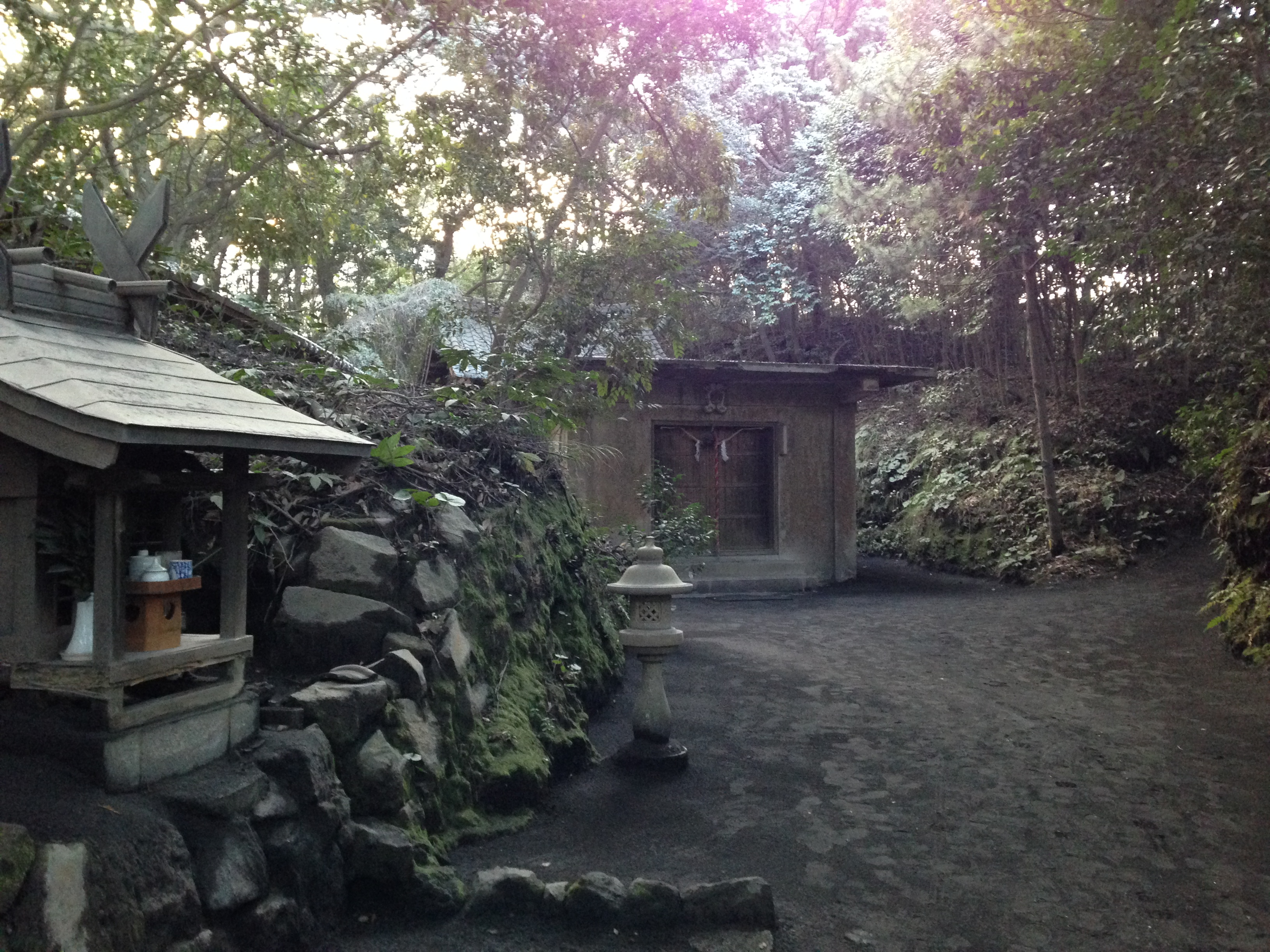
腹五社神社

### 教育
- 京都大学防災研究所附属火山活動研究センター桜島火山観測所黒神観測室[18]
- 鹿児島市立黒神中学校[87]
- 鹿児島市立黒神小学校[88]
- 鹿児島市黒神保育園[89]

### 寺社
- 腹五社神社

### その他
- 黒神ビュースポット
県道桜島港黒神線の沿線にある展望スポットであり、昭和噴火の際の溶岩が流れた場所に建てられている[90]。

## 産業
2015年（平成27年）の国勢調査によると黒神町に居住する15歳以上の就業者数は43人であり、産業別では多い順に漁業14名、農業・林業5名、教育・学習支援業5名となっている。2014年（平成26年）の経済センサスによると黒神町の全事業所数は4事業所、従業者数は47名であり、漁業、水産養殖業、卸売業・小売業、その他小売業がそれぞれ1事業所ずつ存在する。

### 漁業
黒神では漁業が古くより盛んであり、海岸線が複雑で入江が多いことからハマチの養殖が行われている。

### 農業
農業人口は大量の降灰の影響により極めて少なく、宇土においてビワやミカンが栽培されているほか、塩屋ケ元では畑作が行われている。1975年（昭和50年）の鹿児島市役所東桜島支所による統計では、塩屋ケ元に37戸、宇土に51戸の農家があり、ほとんどが兼業農家であった。黒神町の農業生産高は1,223万円であり、ビワ、稲、ミカンの順であった。

### 畜産
大正大噴火前には軍馬の産地であった。昭和噴火後の1958年（昭和33年）から1961年（昭和36年）にかけて鹿児島市の産業資金によって畜産の振興策が計られたが、降灰の被害によって牧草が発育せず、以降衰退した。

## 教育

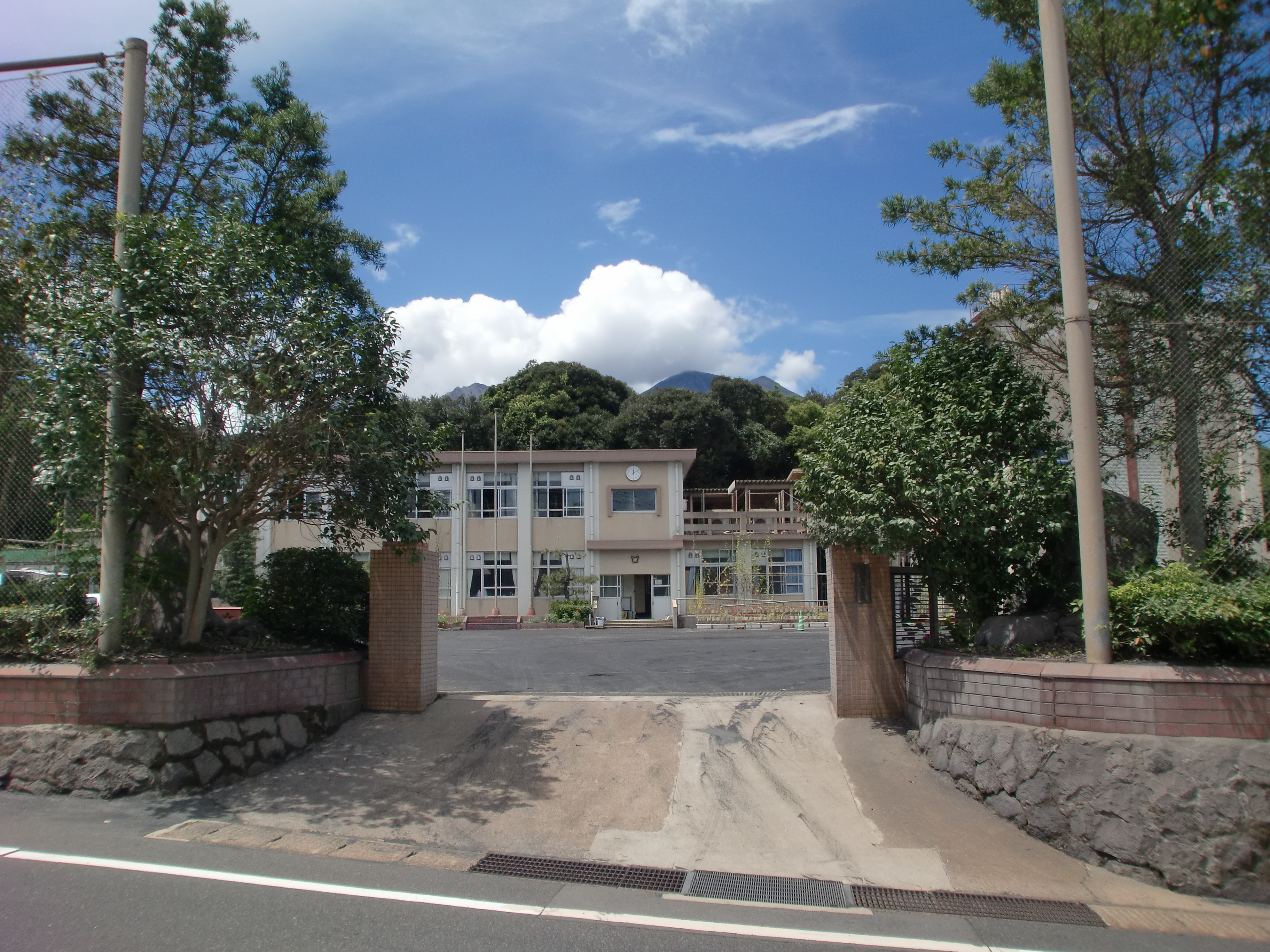
鹿児島市立黒神中学校

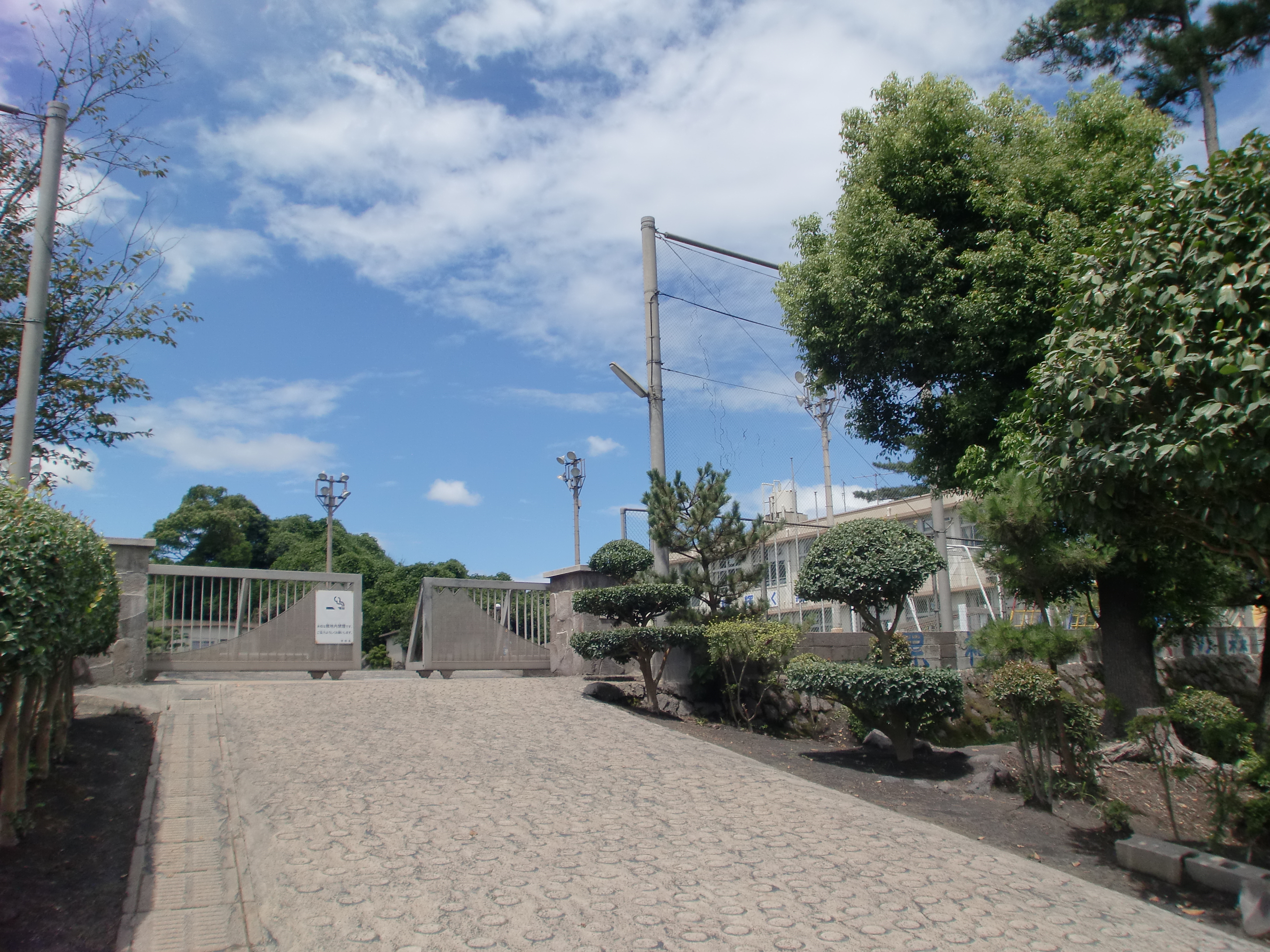
鹿児島市立黒神小学校

黒神町には、鹿児島市立黒神中学校及び鹿児島市立黒神小学校が設置されている。かつては瀬戸に瀬戸尋常小学校が設置されていたが、大正大噴火によって瀬戸全体が埋没し廃校となった。

### 中学校
黒神中学校は、1947年（昭和22年）に東桜島村立東桜島中学校の分校「黒神分校」として開校した。1950年（昭和25年）10月1日には東桜島村が鹿児島市に編入されたのに伴い、鹿児島市立東桜島中学校黒神分校となった。1954年（昭和29年）4月1日に独立校となり、鹿児島市立黒神中学校となった。2020年（令和2年）4月1日に生徒数が0となったのに伴い、同日を以て休校となった。翌年の2021年（令和3年）4月6日に1名が入学し1年ぶりに再開した。前述の通り2021年（令和3年）現在、生徒数は1名であり、小規模校であることから特認校に指定されている。

### 小学校
黒神小学校は、1877年（明治10年）に黒神小学校として創立した。1887年（明治20年）に簡易小学校となり、1897年（明治30年）には宮原小学校に改称した。1914年（大正3年）の大正大噴火により廃校となったが、4年後の1918年（大正7年）に高免小学校の分教場として再開した。
1941年（昭和16年）には国民学校となり、黒神国民学校となった。1946年（昭和21年）の桜島の爆発による溶岩流出のため休校となり翌年1947年（昭和22年）に復旧した。1950年（昭和25年）10月1日に東桜島村が鹿児島市に編入されたのに伴い、鹿児島市立黒神小学校となった。2014年（平成26年）現在児童数は5名であり、小規模校であることから特認校に指定されている。

### 小・中学校の学区
市立小・中学校に通う場合、学区（校区）は以下の通りとなる。
| 町丁   | 番・番地 | 小学校               | 中学校               |
| ------ | -------- | -------------------- | -------------------- |
| 黒神町 | 全域     | 鹿児島市立黒神小学校 | 鹿児島市立黒神中学校 |

## 交通

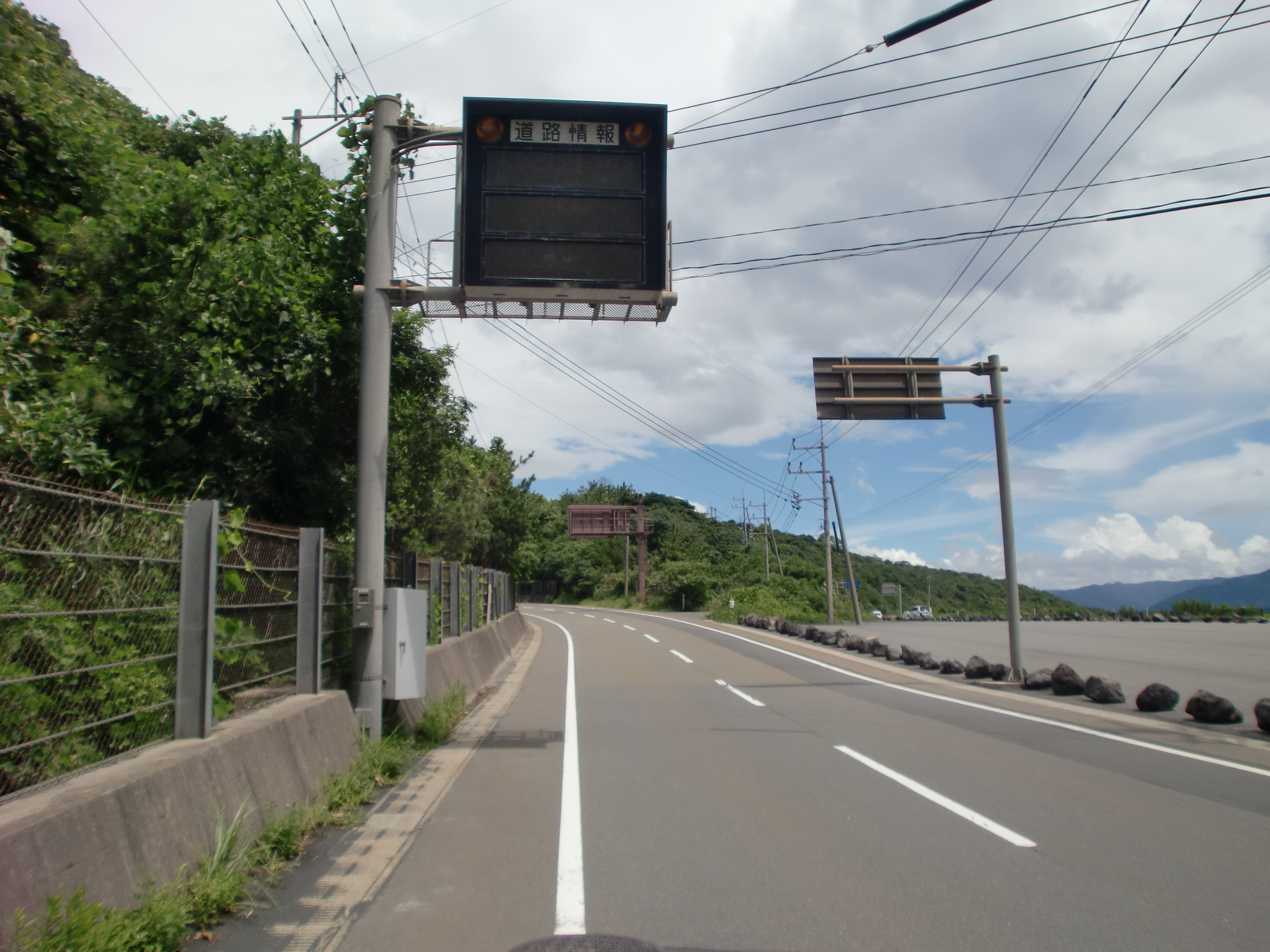
桜島口付近の鹿児島県道26号桜島港黒神線

### 道路
一般国道
- 国道220号

主要地方道
- 鹿児島県道26号桜島港黒神線
町域を海岸線に沿って縦断する主要地方道である。1957年（昭和32年）に桜島一周道路として陸上自衛隊によって建設され、1958年（昭和33年）11月1日に県道「早崎桜島港線」として認定され、1982年（昭和57年）4月1日に主要地方道となった。

### バス
- 鹿児島市交通局
  - （70 桜島代替線）：東浦ノ前 - 西宇土 - 東宇土 - 黒神小学校前 - 黒神中学校前 - 塩屋ヶ元 - 黒神口
- 鹿児島交通
  - （鹿児島空港-垂水港）：桜島口
  - （桜島港-垂水港）：桜島口

### 港湾
- 桜島港[111]
  - 宇土地区（避難港（7番）[112]）[113]
  - 塩屋ヶ元地区（避難港（8番）[112]）[113]

## 舞台となった作品
- 「黒神」 - 1970年（昭和45年）に公開された岩波映画製作所の大重潤一郎の処女作。「黒神という風土に生きる農民の姿を通して、現代人を考える」という内容である[114]。